# My Damnation
My Damnation è il secondo album in studio del gruppo deathcore statunitense Chelsea Grin, pubblicato nel 2011.

## Tracce
1. The Foolish One – 3:39
2. Everlasting Sleep – 3:18
3. Behind a Veil of Lies – 3:23
4. Kharon (Instrumental) – 1:18
5. My Damnation – 4:35
6. Cursed – 3:23
7. Calling in Silence – 5:01
8. Oblivion – 3:35
9. Last Breath – 3:56
10. All Hail the Fallen King (feat. Phil Bozeman) – 2:52

## Formazione
- Andrew Carlston – batteria
- David Flinn – basso
- Jake Harmond – chitarra
- Dan Jones – chitarra
- Alex Koehler – voce
- Michael Stafford – chitarra, cori